# Éditions Bartillat
Éditions Bartillat è una casa editrice francese fondata nel 2000.

## Storia
La casa editrice è stata fondata da Christian de Bartillat e venne poi rifondata nel 2000 da Constance de Bartillat. Le sue pubblicazioni trattano più fronti culturali: la letteratura in tutte le sue forme (romanzi, saggi, poesie, biografie) ma anche storia, estetica, viaggi, musica e altri argomenti.
Ha in particolare pubblicato opere di Joris-Karl Huysmans, Johann Wolfgang von Goethe, Romain Rolland, Bob Dylan, François Mauriac, Max Jacob, Fëdor Dostoevskij, Patrick Besson, Ėduard Limonov, Élisée Reclus, Violaine Vanoyeke, Élie Faure, Elizabeth von Arnim e Henri de Régnier, tra gli altri.
Nel 2007 la casa editrice ha ricevuto il Goncourt de la Biographie per J.-K. Huysmans, le forçat de la vie di Patrice Locmant e nel 2014 il Prix Sévigné per la loro edizione, curata da Philippe Berthier, delle Lettere a Trebutien 1832-1858 di Barbey d'Aurevilly.